# علی بن فلیس
علی بن فلیس (بربری: ⴰⵍⵉ ⴱⴻⵏⴼⵍⵉⵙ؛ زادهٔ ۸ سپتامبر ۱۹۴۴) یک سیاست‌مدار اهل الجزایر است.